# 定比定律
定比定律（law of definite proportions）在化学中，定比定律（有时称为普鲁斯特定律或恒定成分定律）指出，给定的化合物始终以固定比例（按质量）包含其组成元素，并且不依赖于其来源和制备方法。
定比定律可以从化合物的分解反应和单质的化合反应两个方面来理解。
1. 从分解反应看定比定律，化合物可以分解为单质，如电解水({\displaystyle {\ce {H2O}}})可制得氢气({\displaystyle {\ce {H2}}})和氧气({\displaystyle {\ce {O2}}})，无论电解水的质量是1kg、2kg还是10kg，所生成的氢气和氧气的质量比都是1:8，这也说明水这种化合物中氢元素和氧元素的质量比为1:8，水中两个元素的质量比是一定的。
2. 从化合反应看定比定律，用直观的语言表达，定比定律认为，当两种或两种以上的单质反应生成化合物时，若想反应完全发生，反应物全部转化为生成物，没有反应物剩余，则反应发生前反应物的质量比是确定的。例如， Fe(铁)与S(硫)的质量比为7:4时，刚好完全反应生成FeS，没有Fe和S剩余；如果Fe与S的质量比高于7:4，则有Fe剩余；若质量比低于7:4，则有S剩余。

完全理解的定比定律的发现过程应根据前人科学家的实验和论文来理解，因为当时还没有相对原子质量的概念，定比定律是根据实验现象和数据总结出来了，但这些资料已经年代久远。
定比定律与倍比定律一起构成了化学计量的基础。

## 缘起
定比定律是由英国神学家兼化学家约瑟夫·普鲁斯特于1797年在西班牙城市塞戈维亚提出的。这一观察首先由普鲁斯特和法国贵族兼化学家安托万·拉瓦锡提出，其研究重点是燃烧过程。
以下是普鲁斯特在1794年对这条定律的表述。
最后，我将从这些实验中推导出我在本回忆录开头所确立的原则。与许多其他金属一样，铁也服从自然法则，该法则主导着每一个真正的结合，也就是说，它与两个恒定比例的氧结合。 在这方面，它与锡、汞和铅没有什么不同，总之，它与几乎所有已知的可燃物没有什么不同。---约瑟夫·普鲁斯特
对于现代化学家来说，定比定律似乎是显而易见的，它是化合物定义中固有的。然而，在18世纪末，当化合物的概念尚未完全发展时，该定律还是新颖的。 事实上，当第一次提出时，这是一个有争议的声明，并遭到其他化学家的反对，其中最著名的是普鲁斯特的法国同胞克洛德·贝托莱，他认为这些元素可以以任何比例结合。这场争论的存在表明，当时纯化合物和混合物之间的区别尚未完全明确。
定比定律促成了约翰·道尔顿从1803年开始倡导的原子理论，并为其奠定了坚实的理论基础，该理论将物质解释为由离散的原子组成，每种元素都有一种类型的原子，并且这些化合物是由不同类型的原子按固定比例组合而成。
一个相关的早期想法是普洛特假说，由英国化学家威廉·普洛特提出，他提出氢原子是基本原子单位。从这个假设导出了整数法则，即原子质量是氢质量的整数倍的经验法则。 后来在1820年代和30年代，随着对原子质量进行更精确的测量，尤其是永斯·贝采利乌斯，该测量结果被拒绝，该测量特别揭示了氯的原子质量为35.45，这与该假设不相容。 自20年代以来，这种差异可以用同位素的存在来解释。任何同位素的原子质量都非常接近满足整数法则，不同结合能引起的质量亏损要小得多。

## 非化学计量化合物和同位素对定比定律的影响
尽管定比定律对于现代化学的基础非常有用，但它并非普遍适用。 存在非化学计量化合物，其元素组成可能因样品而异。此类化合物遵循倍数比例定律。氧化铁方铁矿就是一个例子，它的每个氧原子可含有0.83至0.95个铁原子，因此按质量计含有 23% 至 25% 的氧。理想的分子式是 FeO，但由于晶体空位，其约为 Fe(0.95)O。一般来说，普鲁斯特的测量不够精确，无法检测到这种变化。
此外，元素的同位素组成可能会根据其来源而变化，因此即使是纯化学计量化合物，其对质量的贡献也可能会有所不同。这种变化用于放射性测年，因为天文、大气、海洋、地壳和地球深处的过程可能会优先集中一些环境同位素。 除了氢及其同位素之外，这种影响通常很小，但可以用现代仪器测量到。
许多天然聚合物即使是“纯净物”，其成分（例如DNA、蛋白质、碳水化合物）也各不相同。 聚合物通常不被认为是“纯化合物”，除非它们的分子量是均匀的（单分散的）并且它们的化学计量是恒定的。 在这种不寻常的情况下，他们仍然可能因同位素变化而违背定比定律。